# Kim Hammelsvang Henriksen
 Der er for få eller ingen kildehenvisninger i denne artikel, hvilket er et problem. Du kan hjælpe ved at angive troværdige kilder til de påstande, som fremføres i artiklen.

Kim Hammelsvang (født 20. august 1976) er en Reumertvindende dansk skuespiller.
Kim Hammelsvang er uddannet fra Skuespillerskolen ved Odense Teater i 2006. Han debuterede som Jasja i Tjekhovs " Kirsebærhaven" på Odense Teater. Efter et års tid på den fynske landsdelsscene fik han ansættelse i København, hvor han først spillede Pilatus i Jesus Christ Superstar på Folketeatret.
Siden 2008 har Hammelsvang været tilknyttet Det Ny Teater og her spillet adskillige roller; bl.a. monsieur Reyer i "Phantom of the Opera", Thenardier i "Les Misérables", Robertson Ay i "Mary Poppins", Boq i "Wicked", Bert Healy i " Annie", Monsieur D’Arque i “Beauty and the Beast”, Mormonpræsidenten i “Book of Mormon”, Charlie Davenport i “Annie get your gun”, Spider i “Jekyll and Hyde”, Aznavour i “Piaf og Aznavour”, Professor Abronsius i “ Dance of the Vampires”, George i “ Kinky Boots”, Carmen Ghia i “ The Producers” og som Engineer i “Miss Saigon” ( som han modtog en Reumert for i 2023 ).
På Østre Gasværk.
I medvirkede han i Skammerens Datter 1+2 samt Jordens Søjler. 
På Folketeatret i rollen som Loke i "Valhalla"( 2013 ) og i Tivoli/ Rønnow som Zan Zan i “Atlantis” ( 2021 ).
.Fra 2010 til 2022 var Kim Hammelsvang hver sommer én af hovedkræfterne i Kerteminderevyen ( Kåret til Årets mandlige kunstner ved Charlies Revygalla 2016 og nomineret til Årets Dirch 2014 ) samt medvirket i Ganløserevyen og Dogmerevyen.
Han har lagt stemme til adskillige tegnefilm og live action film , bl.a. somJafar i “ Aladdin” (2019). Desuden “Mary Poppins returns”, “Beauty and the Beast”"Den lille havfrue","Wall-E", "Asterix", "Batman","Barbar", "Den travle by" og "Splint og co.".
Kim Hammelsvang har indtalt over 100 lydbøger, bl.a. "Kunsten at græde i kor", "Med venlig deltagelse" og "Solens Folk".
På tv har man bl.a. kunnet se Kim Hammelsvang som Herman Bang i Øgendahl og de store forfattere og i Forbrydelsen på DR 1 samt Lillemand på tv2 Zulu.

## Tv-serier
Øgendahl og de store forfattere, som Herman Bang, DR1 ( 2018 )
- Dobbeltgænger Tv2 Charlie ( 2017)
- Lillemand TV2 Zulu (2016)
- Forbrydelsen (2006 og 2007)

## Teater
- 2023 Miss Saigon, (Engineer), Det Ny Teater
- 2021 Atlantis (Zan-Zan), Mikkel Rønnow Musicals
- 2019 Piaf & Aznavour, (Aznavour) Sceneriet på Det Ny Teater
- 2017 Annie get your gun, (Charlie Davenport), Det ny teater
- 2016 Jordens Søjler, (Remigius), Østre Gasværk
- 2016 Jekyll & Hyde - The Musical, (Spider), Det Ny Teater
- 2015 Sound of Music, (Her Zeller), Det Ny Teater
- 2014 Beauty and the Beast, (Monsieur D'Arque), Det Ny Teater
- 2014 Skammerens Datter 2 , (Sezuan), Østre Gasværk
- 2013 Valhalla, (Loke), Folketeatret
- 2013 Skammerens Datter, (Dres), Østre Gasværk
- 2012 Singin' in the rain, (Dexter), Det Ny Teater
- 2011 Annie, (Bert Healy), Det Ny Teater
- 2011 Wicked, (Boq), Det ny Teater
- 2010 Mary Poppins, (Robertson Ay), Det Ny Teater
- 2009 Les Misérables, (Thenardier), Det Ny Teater
- 2009 Phantom of the Opera, (Reyer), Det Ny Teater
- 2008 Jesus Christ Superstar, ( Pilatus), Folketeatret
- 2007 Kirsebærhaven, (Jasja), Odense Teater
- 2006 Wunschtraum, (Eric), Odense Teater
- 2006 Blue Room, (Politikeren), Husets Teater
- 2005 Pippi, (Tommy), Odense Teater
- 2005 Midt om Natten, (Gokke), odense Teater

## Priser og legater
- 2023: Årets sanger (reumert), som engineer  i Miss Saigon
- 2017 Nomineret som Årets parodi af charlie Revygalla
- 2017 Tildelt Else Maries Hæderslegat
- 2016: Årets mandlige kunstner Charlie Revygalla
- 2014: Nomineret til Årets Dirch
- 2013: Nomineret som Årets talent af Charlie Revygalla
- 2012: Tildelt Georg Philips legat